# Seeschlacht von Texel (1694)
Philippsburg – Koblenz – Walcourt – Bantry Bay – Mainz – Bonn – Fleurus – Beachy Head – Boyne – Staffarda – Québec – Mons – Cuneo – Leuze – Aughrim – Barfleur/La Hougue – Namur 1 – Steenkerke – Lagos – Neerwinden – Marsaglia – Charleroi – Torroella – Camaret – Texel – Sant Esteve d'en Bas – Gerona – Dixmuyen – Namur 2 – Brüssel –  Ath – Cartagena – Barcelona
Die Schlacht von Texel war eine Seeschlacht, bei der im Rahmen des Pfälzischen Erbfolgekrieges am 29. Juni 1694 eine aus sieben Schiffen bestehende französische Geschwader unter Jean Bart einen französischen Konvoi von einem niederländischen Geschwader unter Hidde de Vries zurückeroberte. De Vries wurde von den Franzosen gefangen genommen, erlag aber bald darauf seinen Verletzungen. Die Franzosen konnten drei der niederländischen Eskortschiffe entern.

## Hintergrund
1692 und 1693 hatte es in Frankreich massive Ernteausfälle gegeben, was zu akuten Hungersnöten und Epidemien geführt hatte. Zwischen 1693 und 1694 starben mehr als 2 Millionen Menschen. Daher war Frankreich auf Getreideimporte in großen Mengen aus neutralen Ländern wie Polen, Schweden und Dänemark angewiesen.
Für den 29. Mai 1694 hatte Jean Bart Anweisung, nach Norwegen zu segeln, um eine riesige Flotte aus 120 Schiffen voll mit Getreide nach Frankreich zu eskortieren. Allerdings wartete der Konvoi nicht auf Barts Eintreffen, sondern stach unter dem Schutz von drei neutralen Kriegsschiffen (zwei dänischen und einem schwedischen) in See.

## Die Schlacht
Der Konvoi wurde bald darauf von den Niederländern aufgebracht, ohne auch nur einen Schuss abgegeben zu haben. Bart machte sich unverzüglich auf die Suche nach den Schiffen und machte sie schließlich am 29. Juni um 3 Uhr morgens vor der niederländischen Insel Texel aus. Obwohl ihm insgesamt weniger Schiffe und weniger Kanonen zur Verfügung standen als den Niederländern, griff Bart um 5 Uhr das niederländische Flaggschiff von Hidde de Vries, die Prins Friso, direkt an. Nach einem heftigen Gefecht, das jedoch nur rund eine halbe Stunde dauerte, wurde die Prins Friso gekapert und der schwer verwundete de Vries gefangen genommen. Zwei weitere niederländische Schiffe konnten erobert werden und die verbleibenden fünf Schiffe flohen in den Hafen. Die niederländischen Verluste beliefen sich auf 100 Tote, 129 Verwundete und 455 Gefangene.
Bart ließ die Schäden an seinen Schiffen beheben und brachte den Konvoi sicher in den Hafen von Dünkirchen, wo er am 3. Juli eintraf und von einer jubelnden Menge empfangen wurde, die ihren Helden feierte. Bart wurde zusammen mit seinem Sohn François Cornil und seinem Schwager am 5. Juli nach Versailles eingeladen, wo ihn König Ludwig XIV. höchstpersönlich beglückwünschte. Am 4. August 1694 wurde Jean Bart in den Adelsstand erhoben. Hidde de Vries starb am 1. Juli 1694 an seinen Verletzungen.

## Beteiligte Schiffe

### Frankreich
| Schiff    | Kanonen | Kommandant | Verluste | Verluste  | Verluste  | Anmerkungen     |
| Schiff    | Kanonen | Kommandant | getötet  | verwundet | Insgesamt | Anmerkungen     |
| --------- | ------- | ---------- | -------- | --------- | --------- | --------------- |
| Maure     | 54      | Jean Bart  |          |           |           | Flaggschiff     |
| Fortuné   | 50      |            |          |           |           |                 |
| Adroit    | 44      |            |          |           |           |                 |
| Jersey    | 50      |            |          |           |           |                 |
| Comte     | 50      |            |          |           |           |                 |
| Mignon    | 50      |            |          |           |           |                 |
| Bienvenu  | 24      |            |          |           |           | Fleute          |
| Portefaix | 24      |            |          |           |           | Fleute          |
| Biche     | 6       |            |          |           |           | Barques longues |

### Niederlande
| Schiff      | Kanonen | Kommandant             | Verluste | Verluste  | Verluste  | Anmerkungen                     |
| Schiff      | Kanonen | Kommandant             | getötet  | verwundet | Insgesamt | Anmerkungen                     |
| ----------- | ------- | ---------------------- | -------- | --------- | --------- | ------------------------------- |
| Prins Friso | 58      | Hidde Sjoerds de Vries |          |           |           | Flaggschiff, gekapert von Maure |
| Zeerijp     | 34      |                        |          |           |           | gekapert von Fortuné            |
| Statenland  | 50      |                        |          |           |           | gekapert von Mignon             |
| Amalia      | 58      |                        |          |           |           |                                 |
| ?           | 54      |                        |          |           |           |                                 |
| ?           | 50      |                        |          |           |           |                                 |
| ?           | 50      |                        |          |           |           |                                 |